# FIS wereldkampioenschappen snowboarden 2009
De wereldkampioenschappen snowboarden 2009 werden van 15 tot en met 25 januari 2009 georganiseerd in Gangwon, Zuid-Korea. Het was de enige organisator die nog overbleef nadat Vail z'n kandidatuur had teruggetrokken.

## Programma
| Datum      | Event                             |
| ---------- | --------------------------------- |
| 18/01/2009 | snowboard cross (vrouwen)         |
| 18/01/2009 | snowboard cross (mannen)          |
| 20/01/2009 | parallelle reuzenslalom (vrouwen) |
| 20/01/2009 | parallelle reuzenslalom (mannen)  |
| 21/01/2009 | parallelle slalom (vrouwen)       |
| 21/01/2009 | parallelle slalom (mannen)        |
| 23/01/2009 | halfpipe (vrouwen)                |
| 23/01/2009 | halfpipe (mannen)                 |
| 24/01/2009 | big air (mannen)                  |

## Resultaten

### Snowboard cross
De races in de snowboard cross worden telkens gehouden met vier snowboarders. De beste twee van elke halve finale snowboarden de finale, de ander vier de kleine finale.
| Mannen | Mannen           | Mannen |
| #      | Naam             | Land   |
| ------ | ---------------- | ------ |
| Goud   | Markus Schairer  | AUT    |
| Zilver | Xavier de le Rue | FRA    |
| Brons  | Nick Baumgartner | USA    |
| 4      | Tom Velisek      | CAN    |

| Vrouwen | Vrouwen        | Vrouwen |
| #       | Naam           | Land    |
| ------- | -------------- | ------- |
| Goud    | Helene Olafsen | NOR     |
| Zilver  | Olivia Nobs    | SUI     |
| Brons   | Mellie Francon | SUI     |
| 4       | Maelle Ricker  | CAN     |

### Parallelle reuzenslalom
| Mannen | Mannen             | Mannen |
| #      | Naam               | Land   |
| ------ | ------------------ | ------ |
| Goud   | Jasey-Jay Anderson | CAN    |
| Zilver | Sylvain Dufour     | FRA    |
| Brons  | Matthew Morison    | CAN    |
| 4      | Benjamin Karl      | AUT    |

| Vrouwen | Vrouwen         | Vrouwen |
| #       | Naam            | Land    |
| ------- | --------------- | ------- |
| Goud    | Marion Kreiner  | AUT     |
| Zilver  | Doris Günther   | AUT     |
| Brons   | Patrizia Kummer | SUI     |
| 4       | Tomoka Takeuchi | JPN     |

### Parallelle slalom
| Mannen | Mannen          | Mannen |
| #      | Naam            | Land   |
| ------ | --------------- | ------ |
| Goud   | Benjamin Karl   | AUT    |
| Zilver | Sylvain Dufour  | FRA    |
| Brons  | Patrick Bussler | GER    |
| 4      | Rok Flander     | SLO    |

| Vrouwen | Vrouwen                 | Vrouwen |
| #       | Naam                    | Land    |
| ------- | ----------------------- | ------- |
| Goud    | Fränzi Mägert-Kohli     | SUI     |
| Zilver  | Doris Günther           | AUT     |
| Brons   | Jekaterina Toedegesjeva | RUS     |
| 4       | Heidi Neururer          | GER     |

### Halfpipe
| Mannen | Mannen             | Mannen |
| #      | Naam               | Land   |
| ------ | ------------------ | ------ |
| Goud   | Ryoh Aono          | JPN    |
| Zilver | Jeff Batchelor     | CAN    |
| Brons  | Mathieu Crepel     | FRA    |
| 4      | Ilkka-Eemeli Laari | FIN    |

| Vrouwen | Vrouwen         | Vrouwen |
| #       | Naam            | Land    |
| ------- | --------------- | ------- |
| Goud    | Liu Jiayu       | CHN     |
| Zilver  | Holly Crawford  | AUS     |
| Brons   | Paulina Ligocka | POL     |
| 4       | Soko Yamaoka    | JPN     |

### Big air
| Mannen | Mannen       | Mannen |
| #      | Naam         | Land   |
| ------ | ------------ | ------ |
| Goud   | Markku Koski | FIN    |
| Zilver | Seppe Smits  | BEL    |
| Brons  | Stefan Gimpl | AUT    |
| 4      | Matevz Petek | SLO    |